# Derechos de autor de la Corona

Mapa mundial de la Mancomunidad de Naciones

Los derechos de autor de la Corona son una forma de reclamación de derechos de autor utilizada por los gobiernos de varios Mancomunidad de Naciones. Establece normas especiales de derechos de autor para la Corona, es decir, los departamentos gubernamentales y (generalmente) las entidades estatales. Cada uno de los reinos de la Mancomunidad de Naciones tiene su propia normativa de derechos de autor de la Corona. Por lo tanto, no existe una normativa común que se aplique a todos o a varios de esos países. En Canadá, Reino Unido, Australia y Nueva Zelanda se están haciendo algunas consideraciones sobre la "reutilización de material protegido por derechos de autor de la Corona, mediante nuevas licencias".

## Criticismo
Los derechos de autor de la Corona han sido percibidos históricamente como una forma de privar a los contribuyentes del acceso a las propias obras que financian, y como una forma de dar prioridad a los intereses empresariales financiados frente a los ciudadanos normales que no pueden permitirse la licencia de las obras. Sin embargo, el Gobierno del Reino Unido ha desarrollado una tendencia a conceder automáticamente licencias a todas las obras publicadas en gov.uk y en los Archivos Nacionales bajo la Licencia de Gobierno Abierto.